# 迦太基國王列表
在公元前308年之前，迦太基处于君主专制之下，全国由君主一人执政。这名君主使用苏菲特（Shophet，意译裁判官）的称号进行统治
。:115-116:
狄多王朝
- 狄多 前814年 – 约前760年 (女王)
- 不详
- 汉诺一世（Hanno I） 约前580年 – 约前556年
- 马尔库斯（Malchus） 约前556年 – 约前550年

马戈王朝
- 马戈一世（Mago I） 约前550年 – 约前530年
- 哈斯德鲁巴一世（Hasdrubal I） 约前530年 – 约前510年
- 哈米尔卡一世（Hamilcar I） 约前510年–前480年
- 汉诺二世（Hanno II） 前480年–前440年
- 希米尔科一世 (Himilco I，在西西里) 前460年–410年
- 汉尼拔一世（Hannibal I） 前440年–前406年
- 希米尔科二世（Himilco II） 前406年–前396年
- 马戈二世（Mago II） 前396年–前375年
- 马戈二世（Mago III） 前375年–前344年
- 汉诺三世（Hanno III） 前344年–前340年

汉诺王朝
- 伟人汉诺（Hanno the Great） 前340年–前337年
- 吉斯戈（Gisco） 前337年–前330年
- 哈米尔卡二世（Hamilcar II） 前330年–前309年
- 波米尔卡（Bomilcar） 前309年–前308年

哈米尔卡二世死后，国王大权旁落，元老院势力抬头。继任的波米尔卡试图夺回大权，但失败。前308年，迦太基正式废除君主制，改为共和制。